# Jean-André Espic
Jean-André Espic est un homme politique français né le 29 mai 1738 à Aubenas (Ardèche) et décédé le 6 avril 1800 au même lieu.

## Biographie
Avocat à Aubenas, il est député du tiers état aux états généraux de 1789 pour la sénéchaussée de Villeneuve-de-Berg. Il siège dans la majorité.

## Sources
- « Jean-André Espic », dans Adolphe Robert et Gaston Cougny, Dictionnaire des parlementaires français, Edgar Bourloton, 1889-1891 [détail de l’édition]